# L'Ambasciatore (romanzo)
L'Ambasciatore (O senhor Embaixador, dal portoghese) è un romanzo scritto da Erico Verissimo e pubblicato nel 1965. 
La storia è incentrata sul mondo diplomatico e l'azione si svolge in parallelo a Washington e nella fittizia Repubblica di Sacramento, situata nelle Antille. Il tema centrale è lo stato deplorevole delle repubbliche latinoamericane, corrotte, instabili e dittatoriali. Il protagonista è l'ambasciatore Gabriel Heliodoro, amico del dittatore che governa la piccola repubblica.

## Astratto
La storia si svolge durante la Guerra Fredda. Sacramento, la "repubblica" latinoamericana che è al centro del libro, sembra essere una fusione di diversi paesi latinoamericani che presentano problemi comuni, come dittatura, instabilità, corruzione, disuguaglianza sociale e pressione da parte dei poteri, principalmente dagli Stati Uniti, che causano costantemente pressioni economiche e militare nel piccolo paese, influenzandone l'economia e la società, principalmente a beneficio delle multinazionali del paese. Si fa riferimento al libro War Is a Racket, in cui un ex militare statunitense afferma che le guerre vengono sempre combattute per ragioni economiche. Sacramento ha anche una somiglianza con Cuba, soprattutto alla fine del libro, quando c'è una rivoluzione guidata da una figura messianica che, in realtà, è controllata da un comunista radicale, e che toglie al potere il dittatore appoggiato dagli Stati Uniti.

## Periodo storico della trama
Il periodo storico del romanzo è ben definito: va da aprile a novembre 1959, dalla primavera all'autunno. Mentre il presidente Eisenhower riflette sul destino della rivoluzione cubana, scoppiata all'inizio di quell'anno - Fulgencio Batista, sostenuto a lungo dal governo americano, fu rovesciato da Fidel Castro -, sulla scena, i ricordi di Bill Godkin vanno da intervista a Getúlio Vargas all'inizio del suo primo governo, nel 1930, fino alla fine di quel governo, nel 1945. Per Bogotazo, del 1948, non c'è più grande interesse. Sebbene la politica brasiliana sia appena menzionata nel romanzo, con l'eccezione di un acquisto fraudolento di fagioli marci, che è fondamentalmente solo un problema per la coscienza del Segretario Orlando, tutto in quel periodo contribuisce a creare il contesto del romanzo, a cominciare dalla rivoluzione Sandino, in Nicaragua, tra gli anni 1923-1933, la cui morte ha più di una versione; la sordida guerra del Chaco Boreal, nel 1935, per un petrolio che non esisteva; la deposizione di Castillo, in Argentina, da parte di un gruppo di ufficiali guidati da Perón, nel 1943. Tutte queste controversie che hanno fatto da sfondo al momento rivoluzionario vissuto in Brasile, durante il primo governo de Getúlio, sono ricordate da Érico per caratterizzare il Sud America come una polveriera sempre pronta a esplodere. A contraltare questo drammatico contesto politico, invece, gli incontri di Pablo Ortega con il delicato Kimiko Hirota, tutti dedicati all'haiku.